# Development Bank of Zambia
Development Bank of Zambia, auch DBZ, ist eine Bank in Sambia. Ihr Sitz ist im Development House in der Katondo Road in Lusaka.
Die DBZ wurde 1972 als Development Finance Institution (DFI) vom Staat gegründet. Durch sie sollten private, öffentliche, ausländische und multilateral-institutionelle Investitionen koordiniert werden. Das Kapital wurde von A-Beteiligten zu 90 Prozent und B-Beteiligten zu 10 Prozent gehalten. Eine nähere Aufschlüsselung gibt es nicht.
Ziel der DFI war die Finanzierung größerer mittel- und langfristiger Investitionen für mittlere und große Betriebe in Land- und Forstwirtschaft, Verarbeitung von Agrar-, Fisch-, Forstprodukten und Bodenschätzen, Infrastruktur, Steinbrüchen, Textilindustrie, Papierproduktion und Industrie. Zwischen 1972 und den frühen 1990er Jahren war die DFI die wichtigste Finanzinstitution in diesen Bereichen, sozusagen das Finanzzentrum der Entwicklung in Sambia.
Im Jahre 2001 wurde die DFI einer Revision unterzogen, finanziell, organisatorisch und operativ. Mit dem Development Bank of Zambia Amendment Act No. 11 von 2001 wurde die DBZ aus der Taufe gehoben, die dem Finanzminister untersteht. Ihre Anteile befinden sich in staatlichem und privatem Besitz. Wer das genau ist, wird nicht publiziert.
Die DBZ ist wie die Lima Bank ein Instrument der Entwicklungspolitik in Sambia. Ihr Geschäftsfeld ist die Finanzierung größere Projekte. Ihr Kreditvolumen schwoll von Kwacha 14,4 Mrd. 2005 auf Kwacha 35,6 Mrd. 2006 an. Die untere Kreditgrenze liegt bei US-$ 20.000 respektive 50.000 bei speziellen Voraussetzungen. Die Zinsen betragen Diskontsatz plus 5 bis 10 Prozent (vergleichbar Euribor plus Zins).

## Weblink
- Offizielle Website